# Nord Noratlas
Nord Noratlas – francuski wojskowy samolot transportowy opracowany przez Nord Aviation, którego pierwszy lot odbył się 10 września 1949 roku.
Samolot służył we Francuskich Siłach Powietrznych (Armée de l'air) w latach 1953-1989 i był wykorzystywany m.in. pod koniec I wojny indochińskiej, podczas kryzysu sueskiego oraz wojny algierskiej. Obok Francji, głównym użytkownikiem samolotów Nord Noratlas była Republika Federalna Niemiec.

## Katastrofy
- Katastrofa lotnicza prezydenta Barthélémiego Bogandy